# David von Andrássy
David von Andrássy (* 20. Dezember 1762 in Győr; † 27. August 1813 bei Dresden) war ein ungarischer Militär.

## Leben
Einer angesehenen ungarischen Familie entstammte David von Andrássy, der seit 1778 Kadett im 32. Infanterieregiment war. Er stieg 1782 zum Fähnrich auf und beteiligte sich so am Russisch-Österreichischen Türkenkrieg. Seit 1805 fungierte er als Major. In diesem Amt sorgte er für die Organisation eines Bataillons im Komitat Neograd. Dabei wurde er auch Kommandant dieses Bataillons. Den Dienstgrad eines Obersts hatte er ab 1808.

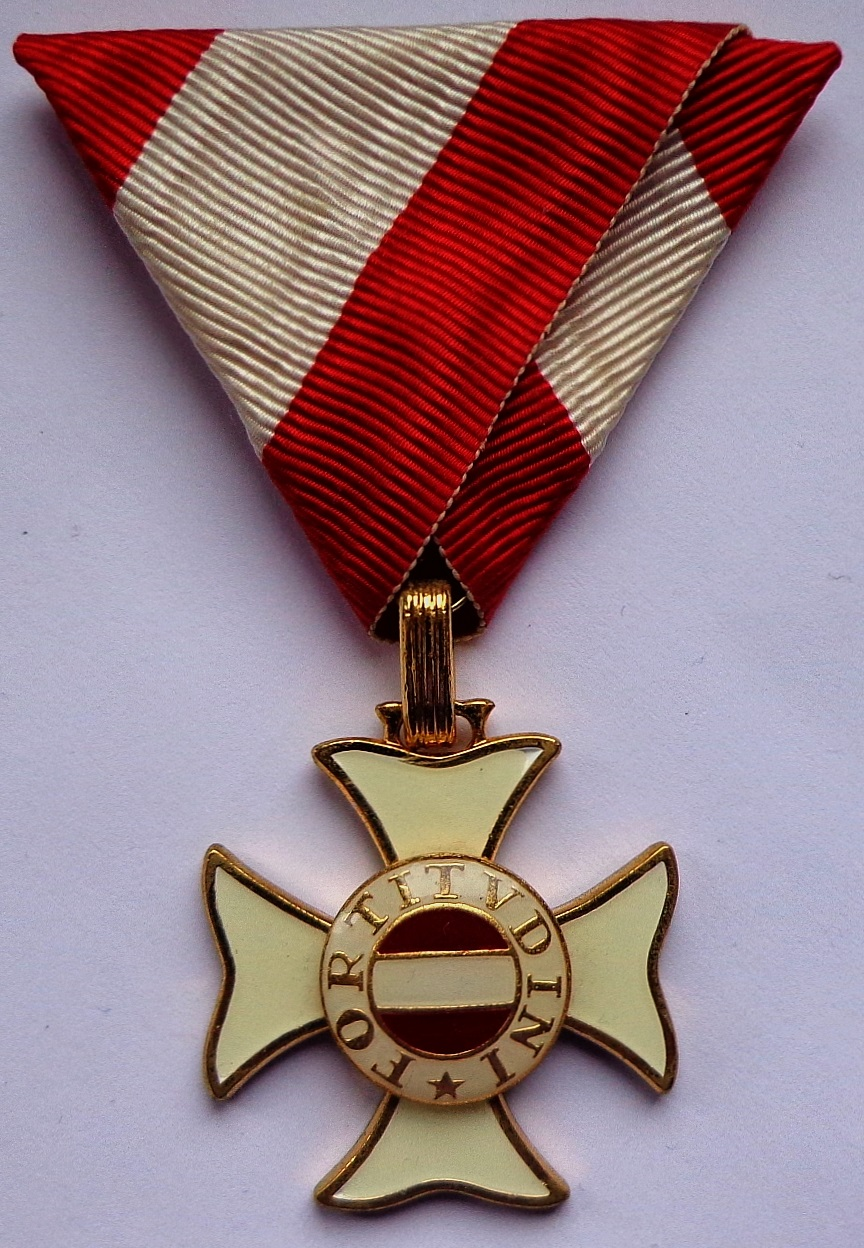
Ritterkreuz des Militär-Maria-Theresien-Ordens

Am 22. Mai 1809 hielt von Andrássy die Feinde bei Aspern, die seinen Leuten überlegen waren, auf. Dafür erhielt er den Militär-Maria-Theresia-Orden. Drei Jahre später trug er zum Sieg gegen die Russen bei Podubnie bei und wurde daher zum Generalmajor befördert.
Am 27. August 1813 fand die Schlacht von Dresden unter von Andrássys Beteiligung statt. Dabei wurde er von einer Kanonenkugel an seiner linken Seite tödlich verwundet. Der Adjutant Oberleutnant Sauer holte von Andrássys Leiche aus dem Schlachtort und bestattete sie in der Nähe Dresdens.